# Windir
Windir was een folkloristische blackmetalband uit Sogndal, Noorwegen. De band werd in 1994 opgericht door Terje 'Valfar' Bakken en in 2004 opgeheven na zijn overlijden. Oorspronkelijk waren alle teksten in het Noorse dialect 'Sognamål' geschreven. Later werden de teksten ook in het Engels geschreven. Windir is 'Sognamål' voor krijger of strijder.
Windir werd geroemd vanwege zijn unieke stijl die 'folk' en 'black metal' met elkaar combineerde. De teksten gingen voornamelijk over oude mythen, de geschiedenis van de omgeving van Sognadal en misantropie. Zo slaat de albumtitel 1184 op het jaar van een veldslag in die streek.

## Biografie
Bakken begon de band toen hij 16 jaar was. Oorspronkelijk was Windir een eenmansband, hetgeen zo zou blijven tot en met het album Arntor, ein Windir. Pas daarna werd een volledige band opgericht en begon Windir met het geven van concerten.
De enige twee bandleden die eerder in de band zaten waren Steinarson (zuivere vocals op Arntor) en een onbekende vrouwelijke vocalist welke de enkele vocals op het album Sóknardalr en de demo Det Gamle Riket verzorgde.
In 2004 was Valfar onderweg naar het huis van zijn ouders in Fagereggi. Hij kwam daar nooit aan. Na een zoektocht van drie dagen werd zijn lichaam gevonden op de heuvels van Sogndal, op 14 januari 2004. Valfar was terechtgekomen in een sneeuwstorm en overleden aan onderkoeling. Nadien wilden de leden de band niet meer voortzetten omdat Valfar altijd de kern van Windir vormde. Er werd nog wel een 'afscheids album' uitgebracht waarvan alle opbrengsten naar Valfars familie gingen.
Na Valfars dood kwamen er bij sommige fans twijfels of het wel een ongeluk was en geen zelfmoord. Zo sprak Valfar in het nummer Journey to the End' (van het album '1184') over "A fate, a destiny, an inevitable early death [...]".
Na aanmoedigingen van Valfars familie besloot de band om op 3 september 2004 (Valfar werd geboren op 3 september) een afscheidsconcert in het 'Rockefeller Auditorium' (Oslo) te geven. De zang werden verzorgd voor Sture, Cosmocrator (deel van de zuivere vocals) en Vegard, Valfars broer. Het concert werd opgenomen en in 2005 uitgebracht onder de naam Sognametal; de naam die Valfar aan zijn muziek gaf.
Na dit concert werd de band opgeheven en splitste de leden zich op in twee bands. Hvàll, Steingrim en Sture richten de band Vreid (Noors voor "wraak") op en Righm en Strom richtte de band Cor Scorpii op. Cor Scorpii betekent "Heart of the Scorpion" en is de andere naam voor Antares, de helderste ster in het sterrenstelsel "Scorpius". Steingrim speelde echter al vrij snel in zowel Vreid als Cor Scorpii.
De leden Sture, Hvàll, Stian, Steingrim en Gaute hebben samen ook in de band Ulcus gezeten. Onder deze naam hebben ze één album uitgebracht (genaamd Cherish the Obscure') in 2000. Daarna werd de band opgeheven.

## Line-up
De line-up is constant gebleven. De vrouwelijke vocalist op het eerste album en de tweede demo is onbekend.
- Terje "Valfar" Bakken - Vocals en alle instrumenten sinds 1994 - (R.I.P 14 januari 2004)
- Jarle "Hvàll" Kvåle - Bas (2001-2004)
- Jørn "Steingrim" Holen - Drums (2001-2004)
- Gaute "Righ" Refsnes - Keyboard (2001-2004)
- Stian "Strom" Bakketeig - Gitaar (2001-2004)
- Sture Dingsøyr - Gitaar (2001-2004)

### Andere leden
- Cosmocrator - Zuivere vocals op het album 1184.
- Vegard Bakken - Vocals bij een aantal nummers op het afscheidsconcert.
- Steinarson - Zuivere vocals op het album "Arntor".

## Discografie
- 1994 - Sognariket (demo)
- 1995 - Det Gamle Riket (demo)
- 1997 - Sóknardalr
- 1999 - Arntor
- 2001 - 1184
- 2003 - Likferd
- 2004 - Valfar, ein Windir
  - Twee CD album. CD 1 bevat vier niet eerder uitgebrachte nummers, 2 live opnames en vijf gecoverde Windir nummers. CD 2 bevat 12 nummers van de Windir albums en demo's.
- 2005 - Sognametal (DVD)
  - Bevat het gehele concert (78 minuten) en ongeveer 60 minuten bonusmateriaal en een fotocollectie.